# Střelcová
Střelcová är en ort i Tjeckien.   Den ligger i regionen Vysočina, i den centrala delen av landet, 110 km sydost om huvudstaden Prag. Střelcová ligger 468 meter över havet och antalet invånare är 239.
Terrängen runt Střelcová är lite kuperad. Runt Střelcová är det ganska tätbefolkat, med 72 invånare per kvadratkilometer. Närmaste större samhälle är Havlíčkův Brod, 8,0 km väster om Střelcová. Trakten runt Střelcová består till största delen av jordbruksmark.